# 東莞工商總會張煌偉小學
東莞工商總會張煌偉小學（英語：G.C.C.I.T.K.D. Cheong Wong Wai Primary School），為香港沙田區一所津貼小學，於1984年創立。

## 歷史
於1983年東莞工商總會獲初步分配劉百樂中學校舍時，適逢沙田區小學學額需求上升，教育署曾要求該校於首兩年改辦小學，但該會拒絕。經雙方磋商後，當局決定再另行撥出新翠邨一所小學校舍，從而開辦此校。至翌年9月，兩校同步開辦。
此校早年為一所半日制小學，於1990年代中改為全日制。
自1990年代起，此校長年收生不足，小一班數一直介乎2-3班之間，至2010年更惡化至只收一班小一，面臨「殺校」。其後，此校曾改為主要錄取特教生，以求續辦，但自2023年起收生再度轉差，兩年內小一由4班削減至2班。

## 校舍
此校為一所經擴建的標準小學校舍，設有24間課室連各特別室，並曾於2002-05年間通過「校園改善計劃」，於校舍後方擴建新翼。

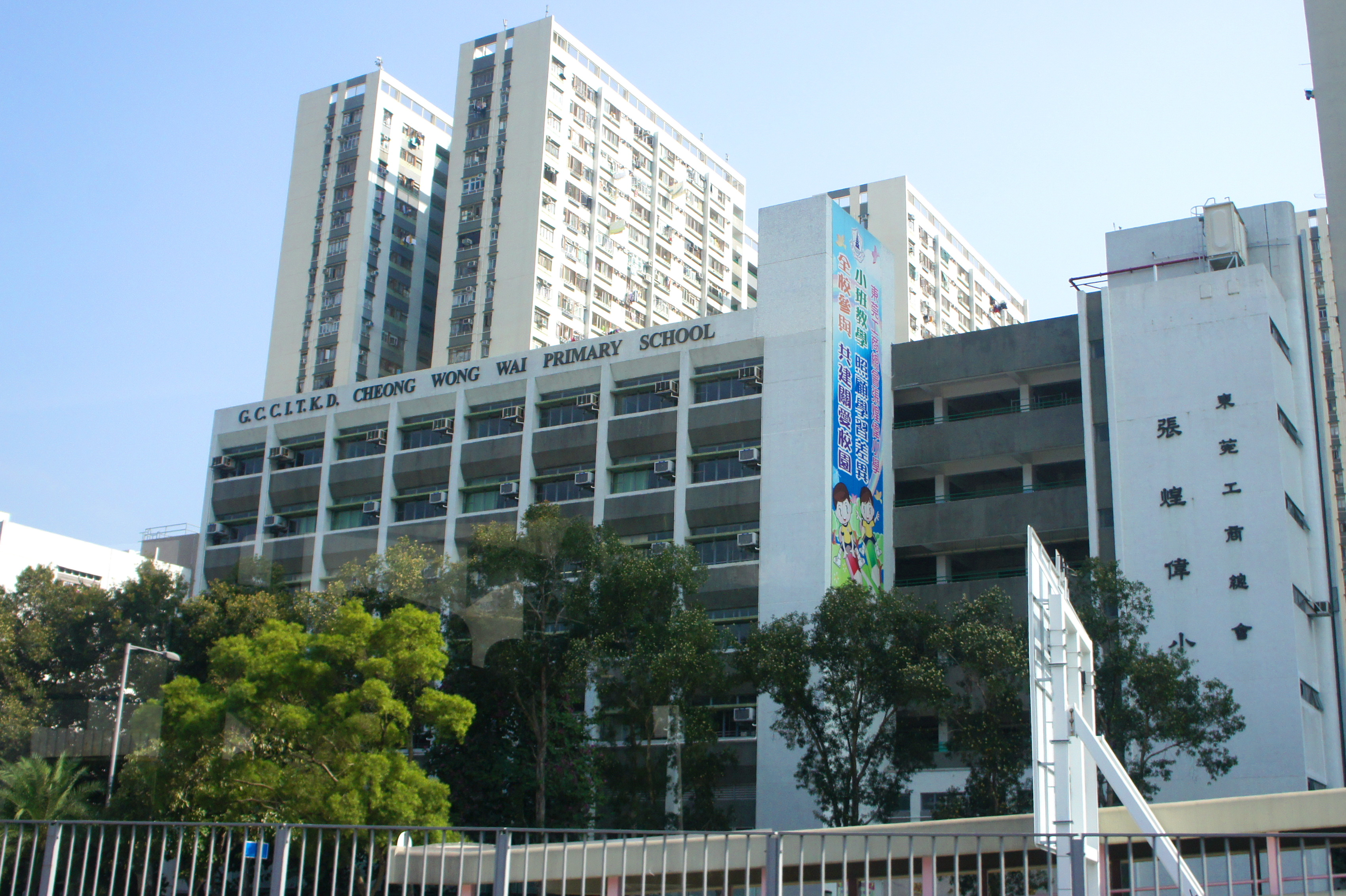

## 歷任行政人員

### 校監
- 張煌偉 先生[註 2][9]
- ？-2000或01年：楊銳坤 先生[4]
- 2000或01年-2011年：方次 先生[註 3][10]
- 2011年-？：方錦銘 先生[11]
- 黎惠權 先生（現任校監）[1]

### 校長

#### 上、下午校
- 梁黎譓洸 女士[9]

#### 上午校
- 湯寶珍 議員，MH[4]

#### 下午校
- 黃俊盛 先生[4]

#### 全日
- ？-2009年[12]：湯寶珍 議員，MH[10]
- 2009年起：梁偉基 先生[註 4][13]

## 聯繫學校
此校與東莞工商總會劉百樂中學結為聯繫學校，該校有15%中一學額預留予此校小六畢業生。

## 事件
- 1995年9月26日，此校時任副校長黃天球對一名屢欠功課學生施行體罰，被事主家長揭發及報警處理。翌年，黃氏被法庭判處自簽守行為1000元，另教育署向其發出警告信，並要求校方每半年報告其工作表現；此外，校董會亦將其即時降職為普通教師[14][15]。

## 註解
1. 1 2  2023-24年度
2. ↑  本身為此校冠名人。
3. ↑  原為秀茂坪天主教小學下午校創校校長。
4. ↑  原為嗇色園主辦可暉學校末任校長。

## 外部連結
- 東莞工商總會張煌偉小學官方網頁 （页面存档备份，存于）